# 마이크로소프트 오피스 4.0
마이크로소프트 오피스 4.0(Microsoft Office 4.0)은 마이크로소프트 오피스 3.0의 뒤를 잇는 버전으로 1994년에 출시되었다. 후속 버전은 마이크로소프트 오피스 4.3이다.